# Ice on Fire
Ice on Fire är Elton Johns nittonde studioalbum, utgivet 1985. Ice on Fire är det första albumet sedan Blue Moves som producerades av Gus Dudgeon. George Michael gästsjunger på låtarna på "Nikita" och "Wrap Her Up".

## Låtlista
Alla låtar skrivna av Elton John och Bernie Taupin om inget annat anges.
1. "This Town" – 3:55
2. "Cry to Heaven" – 4:15
3. "Soul Glove" – 3:31
4. "Nikita" – 5:44
5. "Too Young" – 5:12
6. "Wrap Her Up" – 6:21 (Elton John, Davey Johnstone, Fred Mandel, Charlie Morgan, Bernie Taupin, Paul Westwood)
7. "Satellite" – 4:37
8. "Tell Me What the Papers Say" – 3:40
9. "Candy by the Pound" – 3:56
10. "Shoot Down the Moon" – 5:00

Vissa CD innehåller bonusspåret "Act of War", en duett med Millie Jackson.